# Stellaria testigera
Stellaria testigera is een slakkensoort uit de familie van de Xenophoridae. De wetenschappelijke naam van de soort is voor het eerst geldig gepubliceerd in 1831 door Bronn.